# Московий
| 115            | Московий |
| Mc(290)        |          |
| 5f146d107s27p3 |          |

Моско́вий (химический символ — Mc, от лат. Moscovium, ранее был известен под временными названиями унунпе́нтий (лат. Ununpentium, Uup) или э́ка-ви́смут) — химический элемент пятнадцатой группы (по устаревшей классификации — главной подгруппы пятой группы), седьмого периода периодической системы химических элементов, атомный номер — 115. Наиболее стабильным из известных изотопов московия является нуклид 292Mc (период полураспада оценивается в 5 с), атомная масса этого нуклида равна 292,20032(75) а. е. м.. Искусственно синтезированный радиоактивный элемент, в природе не встречается.

## Название
Первоначально для 115-го элемента использовалось систематическое название унунпентий, составленное из корней латинских числительных, соответствующих порядковому номеру: Ununpentium — дословно «одно-одно-пятый»).
8 июня 2016 года ИЮПАК рекомендовал дать элементу название «московий» (Moscovium, Mc) в честь Московской области, где находится Объединённый институт ядерных исследований (Дубна). Название «московий» было представлено научной общественности для 5-месячного обсуждения с 8 июня по 8 ноября 2016 года. 28 ноября 2016 года ИЮПАК утвердил для 115-го элемента название «московий».

## История открытия
В феврале 2004 года были опубликованы результаты экспериментов, проводившихся с 14 июля по 10 августа 2003 года, в результате которых был получен 115-й элемент. Исследования проводились в Объединённом институте ядерных исследований (Дубна, Россия) на циклотроне У-400 c использованием дубненского газонаполненного разделителя ядер отдачи (ДГРЯО) совместно с Ливерморской национальной лабораторией (США). В этих экспериментах в результате бомбардировки мишени из америция-243 ионами кальция-48 были синтезированы изотопы элемента 115: три ядра 288Mc и одно ядро 287Mc. Все четыре ядра в результате альфа-распада превратились в изотопы элемента 113. Цепочка последовательных альфа-распадов привела в результате к спонтанно делящимся ядрам элемента 105 (дубний).
В 2004 и 2005 годах в ОИЯИ (совместно с Ливерморской национальной лабораторией) были проведены эксперименты по химической идентификации конечного продукта распада цепочки 288115 → 284113 → 280111 → 276109 → 272107 → 268105, долгоживущего (около 28 часов) изотопа 268Db. Эксперименты, в которых было исследовано ещё 20 событий, подтвердили синтез 115-го и 113-го элементов.
В 2010—2011 годах учёными ОИЯИ была увеличена эффективность генерации 115-го элемента в реакции америция-243 и кальция-48, а также впервые напрямую получен изотоп 289Mc (ранее он наблюдался только как результат радиоактивного распада 117-го элемента).
В 2013 году международная группа ученых во главе с физиками из Лундского университета (Швеция) подтвердила существование изотопа 288Mc. Эксперимент по бомбардировке тонкой плёнки америция ионами кальция был проведен в Институте тяжёлых ионов имени Гельмгольца, GSI (Дармштадт, Германия). В результате удалось произвести 30 атомов Mc. Энергии регистрируемых фотонов соответствовали значениям энергий характеристического рентгеновского излучения, ожидаемым при альфа-распаде данного элемента. Результаты подтвердили прежние измерения, выполненные в ОИЯИ. В 2015 году такой же синтез успешно повторили в Национальной лаборатории имени Лоуренса в Беркли, получив 46 атомов 288Mc.
В августе 2015 года на съезде IUPAC в Пусане было объявлено, что рабочая группа уже подготовила доклад об элементах под номерами 113, 115, 117 и 118.
30 декабря 2015 года ИЮПАК официально признал открытие 115-го элемента и приоритет в этом учёных из ОИЯИ и Ливерморской национальной лаборатории. При этом рабочая группа ИЮПАК указала, что достоверные результаты, подтверждающие открытие московия, были получены только в экспериментах, проведённых в ОИЯИ в 2010 году, несмотря на то, что данные 2010 года полностью подтверждали результаты синтеза в 2003 году.

## Получение
Изотопы московия были получены в результате ядерных реакций:
{\displaystyle {\ce {{^{243}_{95}Am}+{^{48}_{20}Ca}->{^{289}_{115}Mc}+2{^{1}_{0}n}}}}
{\displaystyle {\ce {{^{243}_{95}Am}+{^{48}_{20}Ca}->{^{288}_{115}Mc}+3{^{1}_{0}n}}}}
{\displaystyle {\ce {{^{243}_{95}Am}+{^{48}_{20}Ca}->{^{287}_{115}Mc}+4{^{1}_{0}n}}}},
{\displaystyle {\ce {{^{243}_{95}Am}+{^{48}_{20}Ca}->{^{286}_{115}Mc}+5{^{1}_{0}n}}}},
а также в результате альфа-распада изотопов теннессина:
{\displaystyle {\ce {^{293}_{117}{Ts}\to _{115}^{289}{Mc}+_{2}^{4}{He}}}},
{\displaystyle {\ce {^{294}_{117}{Ts}\to _{115}^{290}{Mc}+_{2}^{4}{He}}}}.

## Физические свойства
Предполагается, что московий — непереходный металл, похожий на висмут. Плотность его ожидается на уровне 13,5 г/см3, что выше плотности свинца и несколько меньше плотности ртути. Расчётная температура плавления московия ожидается около 400 °C, то есть он должен быть несколько менее легкоплавким, чем висмут. Московий номинально принадлежит к подгруппе азота (пниктогены) и, вероятно, является вторым металлом в ней после висмута.

## Химические свойства
В отличие от более лёгких элементов, которые проявляют в той или иной степени окислительные свойства, которые ослабевают от азота к висмуту, московий химически ожидается похожим больше не на более лёгкие аналоги своей подгруппы, а на щелочные металлы, в этом плане проявляя сходство с таллием. Причина этого кроется в том, что московий в степени окисления +1 приобретёт электронную конфигурацию флеровия, которая является чрезвычайно устойчивой, а одновалентный катион Mc+ будет очень стабильным.
Образование такого катиона приведёт к появлению устойчивой стабилизирующей 7p2
1/2-подоболочки валентных электронов.
Так же как щелочные металлы, московий будет иметь очень низкую энергию ионизации первого электрона, которая составит 538 кДж/моль, что почти равно энергии ионизации лития и немного больше аналогичных значений для натрия. Осно́вные свойства усилит очень большой размер катиона, что сделает McOH сильной щёлочью, подобной NaOH или KOH.
Московий будет быстро окисляться на воздухе кислородом или азотом, бурно реагировать с водой с выделением водорода и образовывать прочную ионную связь с галогенами.
Другой степенью окисления московия является +3. Она предполагается также весьма устойчивой и будет похожа на соли висмута в степени окисления +3, но проявлять он сможет её только в относительно жёстких условиях (при высоких температурах с кислородом или другими галогенами), с некоторыми сильными кислотами.
В отличие от более лёгких элементов, московий, как ожидается, не будет проявлять окислительных свойств, что сделает невозможным его степень окисления −3. Причина этого кроется в том, что присоединение трёх электронов энергетически очень невыгодно основной 7p-подоболочке, и московий, как ожидается, будет проявлять только восстановительные свойства. Степень окисления +5 (высшая возможная для всех элементов, начиная с азота) будет также невозможна по причине очень стабильной электронной пары 7s2, на распаривание которой будет требоваться слишком большое количество энергии. Как следствие, +1 и +3 будут единственными двумя возможными степенями окисления московия.

## Известные изотопы
| Изотоп | Масса | Период полураспада | Тип распада      |
| ------ | ----- | ------------------ | ---------------- |
| 287Mc  | 287   | 37+44 −13 мс       | α-распад в 283Nh |
| 288Mc  | 288   | 164+30 −21 мс      | α-распад в 284Nh |
| 289Mc  | 289   | 330+120 −80 мс     | α-распад в 285Nh |
| 290Mc  | 290   | 650+490 −200 мс    | α-распад в 286Nh |
| 291Mc  | 291   | 1 с                | α-распад в 287Nh |
| 292Mc  | 292   | 5 с                | α-распад в 288Nh |